# Woodingdean
Woodingdean – osada w Anglii, w hrabstwie East Sussex, w dystrykcie (unitary authority) Brighton and Hove. Leży 4,8 km od miasta Brighton, 7,4 km od miasta Lewes i 76,2 km od Londynu. W 2015 miejscowość liczyła 9961 mieszkańców.